# Ronnie Cope

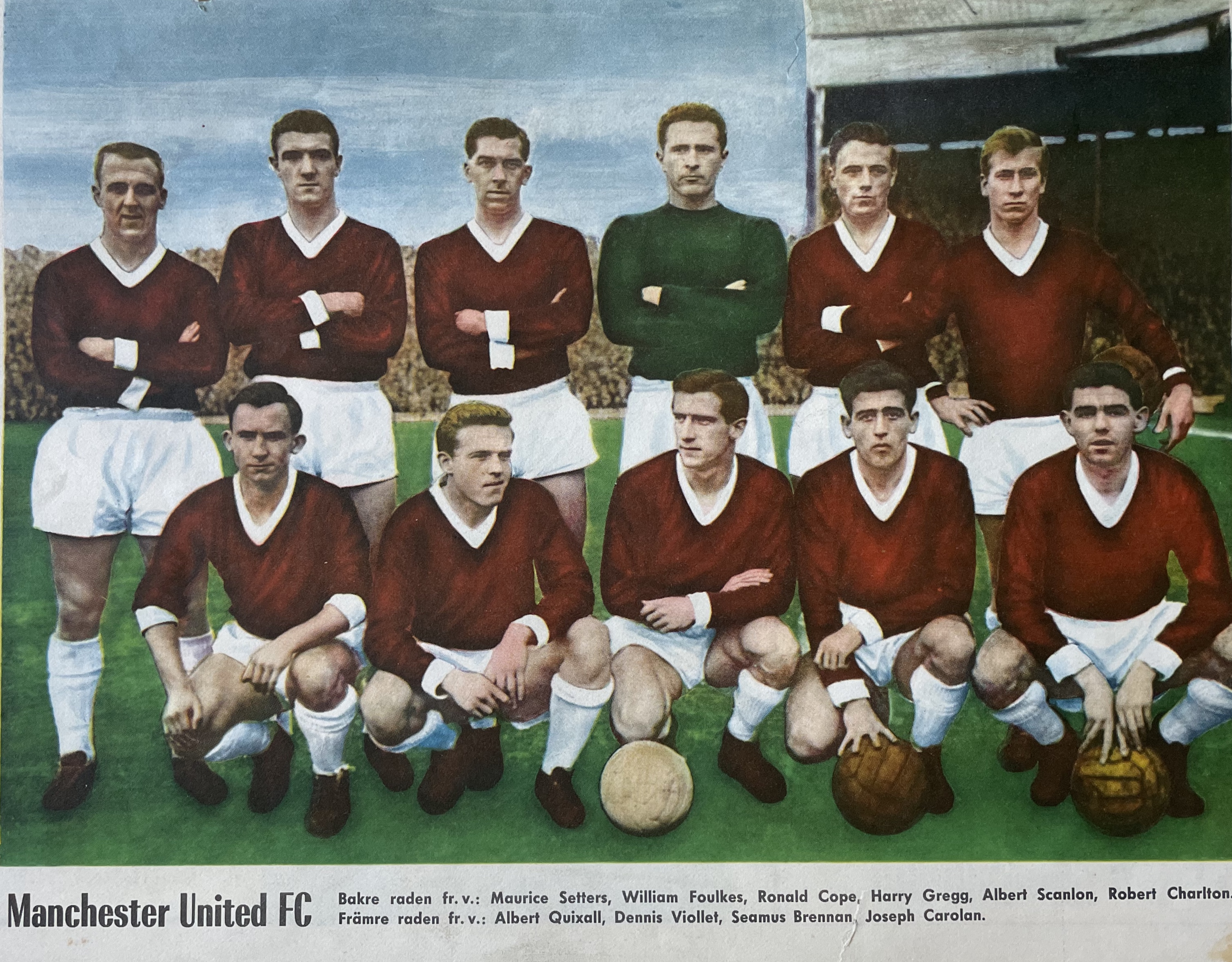
Manchester United 1960: Ronald Cope ist der 3. Spieler v. l. in der hinteren Reihe

Ronald „Ronnie“ Cope (* 5. Oktober 1934 in Crewe; † 27. August 2016) war ein englischer Fußballspieler. Er gehörte in den 1950er-Jahren zu den „Busby Babes“ von Manchester United, kam jedoch erst ab 1958 nach dem Flugzeugunglück von München regelmäßig in der ersten Mannschaft zum Einsatz.

## Sportlicher Werdegang
Cope schloss sich 1950 als junges Fußballertalent Manchester United an, nachdem er zuvor in seiner Geburtsstadt für Crewe Alexandra und dazu für die englische Schülerauswahl gespielt hatte. Im Jahr darauf stattete ihn Uniteds Trainer Matt Busby mit einem Profivertrag aus und im Alter von 18 Jahren führte Cope die Jugendauswahl als Kapitän zum Sieg im erstmals ausgetragenen FA Youth Cup. In den folgenden drei Jahren entwickelte er sich sportlich zumeist in der Reservemannschaft weiter und gemeinsam mit Spielern wie Bobby Charlton, Wilf McGuinness und Billy Whelan gewann er die Meisterschaft in der Central League.
Als problematisch erwies sich für Cope letztlich, dass Manchester United auf seiner Lieblingsposition als Mittelläufer gut besetzt war. Vor allem Mark Jones und Jackie Blanchflower versperrten ihm lange den Weg in die erste Mannschaft und erst am 29. September 1956 gab Cope gegen den FC Arsenal (2:1) sein Ligadebüt. Er blieb auch in der Folgezeit Stammspieler in der Reserveelf, bevor er im Februar 1958 aufgrund von Verletzungsproblemen in der ersten Mannschaft für das Auswärtsspiel im Europapokal der Landesmeister in Belgrad vorgesehen war. Kurzfristig wurde ihm dann jedoch Geoff Bent vorgezogen, der schließlich zu den tödlich verunglückten Opfern beim Abflug vom Rückflug-Zwischenstopp in München zählte.
Busbys Assistent Jimmy Murphy musste die Mannschaft nach der Flugzeugkatastrophe neu zusammenstellen und plötzlich war auch Cope im Abwehrzentrum Stammspieler von Manchester United. Er bestritt beide Partien im europäischen Halbfinale gegen den AC Mailand und das Endspiel des FA Cups gegen die Bolton Wanderers (0:2) und obwohl die Begegnungen verloren gingen, zeigte er dabei gute Leistungen. Cope blieb in den folgenden zwei Jahren eine feste Konstante im Verein, bevor ihn Bill Foulkes verdrängte. Im August 1961 verließ er „United“ in Richtung Luton Town, wobei die Ablösesumme 10.000 Pfund betrug. Für den damaligen Zweitligisten absolvierte er noch einmal 28 Ligaspiele, woraufhin er in seine Heimat nach Cheshire zurückkehrte und dort bei Northwich Victoria außerhalb des Profifußballs seine aktive Laufbahn ausklingen ließ – in der Saison 1965/66 trainierte er diesen Klub auch noch kurzzeitig.
Im Alter von 81 Jahren verstarb Cope am 27. August 2016.

## Titel/Auszeichnungen
- FA Youth Cup (1): 1953